# Belvidere (Vermont)
Belvidere ist eine Town im Lamoille County des Bundesstaates Vermont in den Vereinigten Staaten mit 358 Einwohnern (laut Volkszählung von 2020).

## Geografie

### Geografische Lage
Belvidere liegt im Norden des Lamoille Countys, in einem rauen Gebirgsteil der Green Mountains, an der Grenze zum Franklin County und wird vom North Branch Lamoille River in westlicher Richtung durchflossen. Das Gebiet der Town ist sehr hügelig, der höchste Berg ist der im Norden liegende 1014 m hohe Cold Hollow Mountains High Point

### Nachbargemeinden
Alle Entfernungen sind als Luftlinien zwischen den offiziellen Koordinaten der Orte aus der Volkszählung 2010 angegeben.
- Nordosten: Montgomery, 8,7 km
- Osten: Eden, 12,5 km
- Süden: Johnson, 3,9 km
- Westen: Waterville, 9,4 km
- Nordwesten: Bakersfield, 11,4 km

### Stadtgliederung
Belvidere gliedert sich in zwei kleine Hamlets; Belvidere Junction auch Belvidere Corners genannt und Belvidere Center.

### Klima
Die mittlere Durchschnittstemperatur in Belvidere liegt zwischen −9,44 °C (15 °Fahrenheit) im Januar und 18,3 °C (65 °Fahrenheit) im Juli. Damit ist der Ort gegenüber dem langjährigen Mittel der USA um etwa 9 Grad kühler. Die Schneefälle zwischen Mitte Oktober und Mitte Mai liegen mit mehr als zwei Metern etwa doppelt so hoch wie die mittlere Schneehöhe in den USA. Die tägliche Sonnenscheindauer liegt am unteren Rand des Wertespektrums der USA, zwischen September und Mitte Dezember sogar deutlich darunter.

## Geschichte

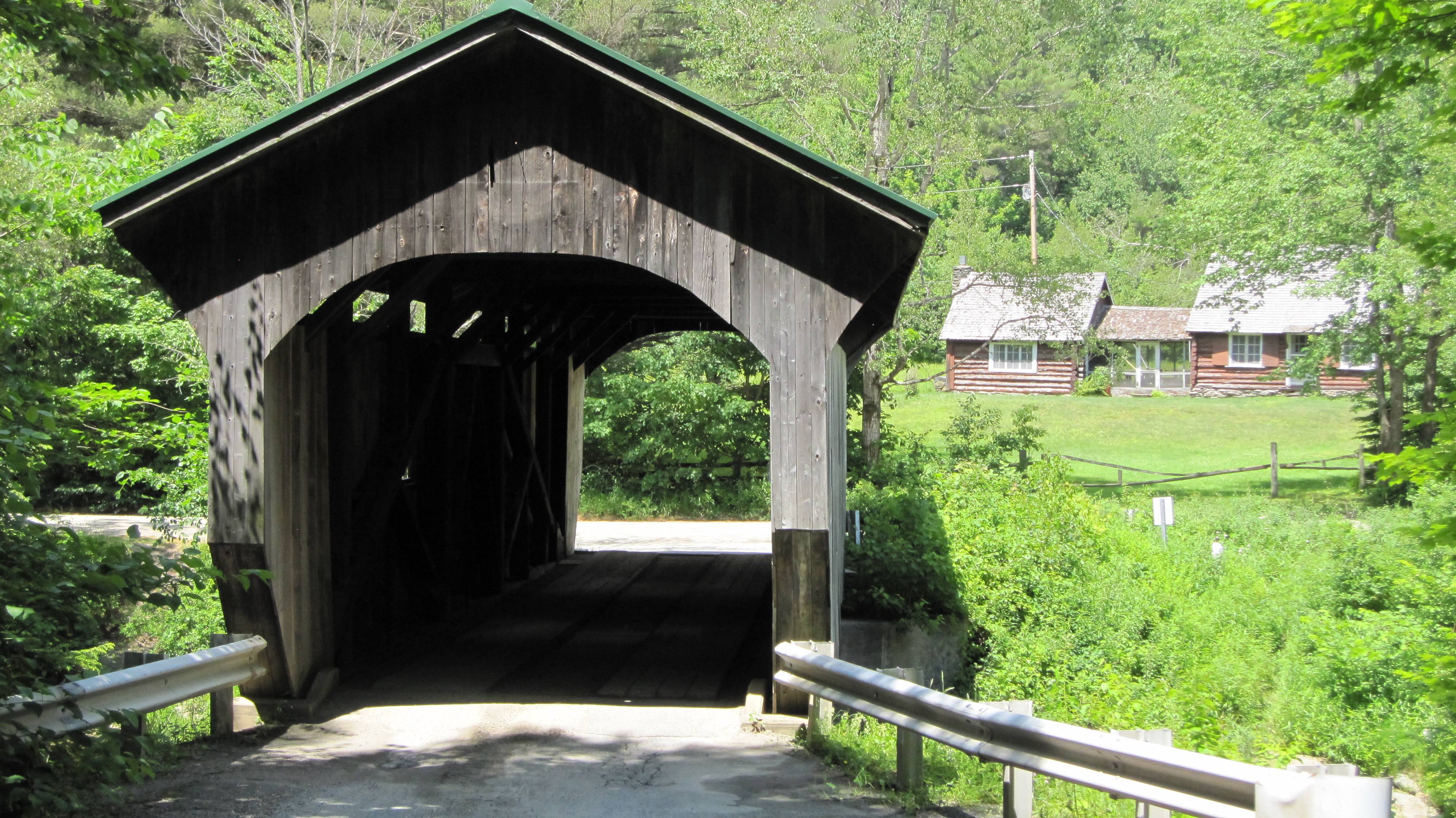
Morgan Covered Bridge

Der Grant für Belvidere wurde am 5. März 1787 an den Landspekulanten John Kelley aus New York City vergeben. Festgesetzt wurde das am 4. November 1791. Die Town umfasste ursprünglich 31.100 Acres (126 km²). Am 15. November 1824 wurde ein Teil des Gebietes für die Gründung der Town Waterville abgetreten und am 28. Oktober 1828 wurde weiteres Gebiet an die Town Eden abgegeben. So dass Belvidere nun knapp 20.000 Acres (81 km²) umfasst. Die Besiedlung begann um 1800.
Das Town House wurde im Jahr 1853 gebaut.
Es gibt mehrere überdachte Brücken in Belvidere, die im National Register of Historic Places gelistet sind. Die Mill Covered Bridge und die Morgan Covered Bridge.

### Einwohnerentwicklung
| Jahr      | 1800 | 1810 | 1820 | 1830 | 1840 | 1850 | 1860 | 1870 | 1880 | 1890 |
| --------- | ---- | ---- | ---- | ---- | ---- | ---- | ---- | ---- | ---- | ---- |
| Einwohner |      | 217  | 198  | 185  | 207  | 256  | 366  | 369  | 400  | 571  |
| Jahr      | 1900 | 1910 | 1920 | 1930 | 1940 | 1950 | 1960 | 1970 | 1980 | 1990 |
| Einwohner | 428  | 429  | 363  | 258  | 220  | 207  | 155  | 189  | 218  | 228  |
| Jahr      | 2000 | 2010 | 2020 | 2030 | 2040 | 2050 | 2060 | 2070 | 2080 | 2090 |
| Einwohner | 294  | 348  | 358  |      |      |      |      |      |      |      |

## Wirtschaft und Infrastruktur

### Verkehr
Die Verkehrsanbindung der Gemeinde erfolgt über die Vermont Route 109, die umliegende Towns in West-Ost-Richtung anbindet, von Waterville im Westen nach Eden im Osten, sowie die Vermont Route 118, die von der Vermont Route 109 in nördlicher Richtung abzweigt.

### Öffentliche Einrichtungen
Es gibt kein Krankenhaus in Belvidere. Das nächstgelegene Hospital ist das Copley Hospital in Morrisville.

### Bildung
Belvidere gehört mit Cambridge, Eden, Hyde Park, Johnson und Waterville zur Lamoille North Supervisory Union.
```
Die 
Belvedere Pre School
 befindet sich an der Vermont Route 109.
[
10
]
```

In Belvidere gibt es keine Bibliothek. Die nächstgelegenen befinden sich in Bakersfield, Waterville und Johnson.